# Elduvík
Elduvík [ˈɛldʊvʊik], és una localitat situada a l'illa d'Eysturoy, a les illes Fèroe. Forma part del municipi de Runavík. L'1 de gener del 2021 tenia només 12 habitants.
La localitat està situada al nord de l'illa d'Eysturoy, a la riba sud del Funningsfjørður. L'envolten muntanyes altes com el Sandfelli (754 m) o el Dalkinsfjall (719 m), que s'alcen imponents al sud d'Elduvík. El poble s'assenta al capdavall d'una estreta vall modelada pel riu Stórá, que el divideix en dues parts.

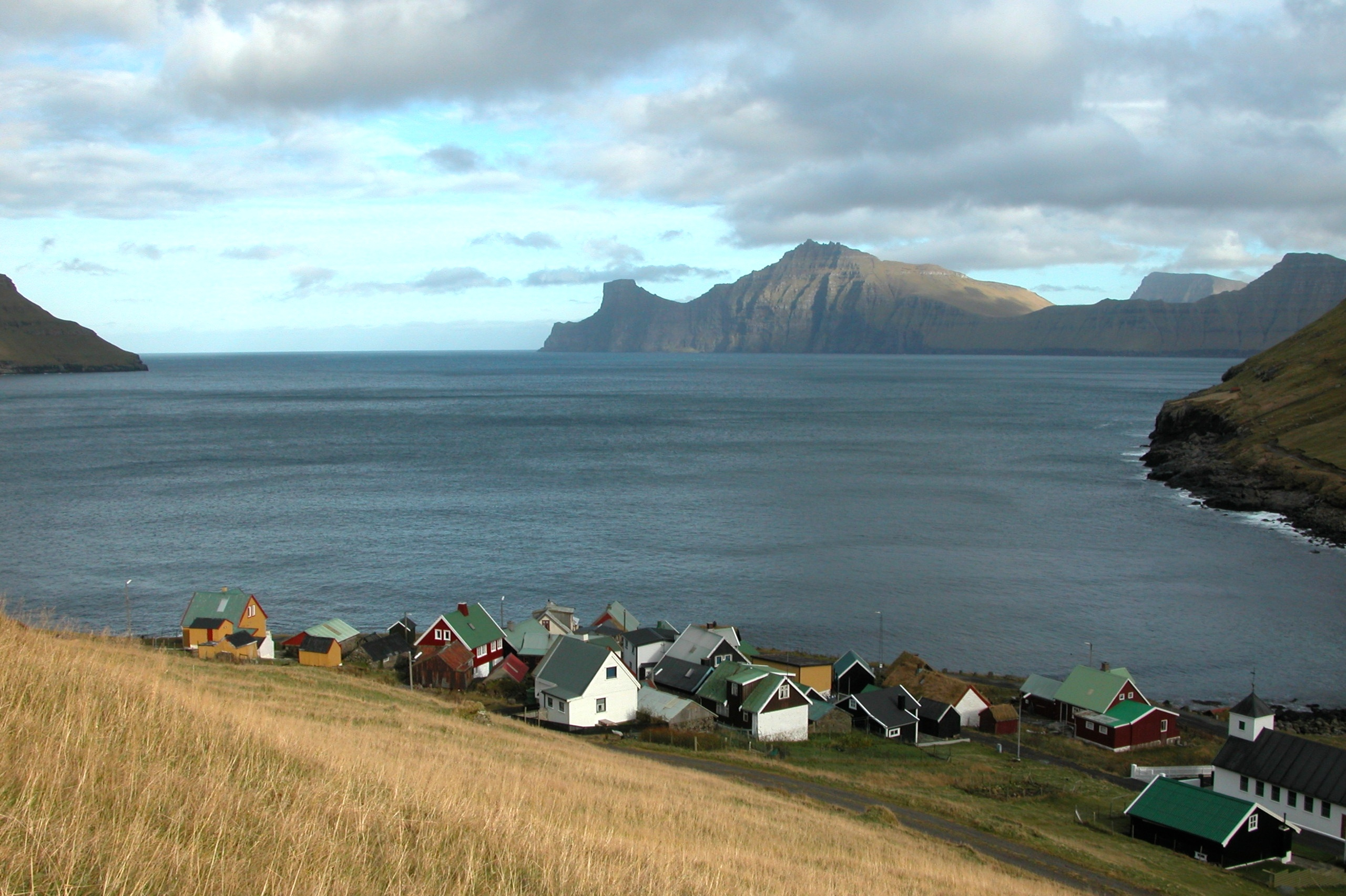
La part occidental d'Elduvík, amb l'illa de Kalsoy al fons.

L'església d'Elduvík va ser construïda el 1952.

## La llegenda de Marmennil
Anfinnur era un granger d'Elduvík i la llegenda parla de la seva trobada amb una bèstia anomenada Marmennil.
Segons la llegenda, Marmennil tenia aspecte d'una persona menuda, però amb els dits molt llargs, i vivia al fons del mar. Es menjava els esquers dels pescadors i enganxava els hams al fons marí perquè es trenquessin. Un dia, però, Marmennil estava fixant l'ham d'Anfinnur al fons del mar quan se li va clavar a la mà, i el van hissar fins a la superfície, al vaixell d'Anfinnur. Els pescadors van fer el senyal de la creu i van endur-se Marmennil a casa.
El monstre va demostrar ser molt útil en la pesca, per la qual cosa el portaven sempre amb ells, tot recordant-se sempre de fer el senyal de la creu quan el portaven a bord. Marmennil reia i s'enjogassava cada cop que hi havia peixos a sota del vaixell, i els pescadors podien fer bones pesques.
Anfinnur va mantenir Marmennil durant molt de temps, però un dia que el mar estava encabritat es va oblidar fer el senyal de la creu i Marmennil es va llançar al mar. Ja no el van tornar a veure mai més.